# 丁龍講座
丁龍講座（英語：Dean Lung Professorship of Chinese），是1902年設立於哥倫比亞大學的專門研究中國文化與漢學的講座，創立者是加州奥克兰市首任市長賀拉斯·沃爾普·卡朋蒂埃（卡朋蒂埃1905年成為哥倫比亞大學校董），講座以他的華裔老僕人丁龍（Dean Lung）命名。「丁龍講座教授」目前為曾小萍。

## 成立過程
近代中國史學泰斗錢穆記述了丁龍講座的來歷：
〝百年前廣東有一華僑，名丁龍，居紐约。林肯總统時代，一將軍退役後一人獨居。雇一男僕，治理家務。但此將軍性好漫駡，僕人輒不終约而去。丁龍亦曾為其家僕，亦以遭罵辭去。後此將軍家遭火災，獨居極狼狽。丁龍聞之，去其家，願復充僕役，謂其家鄉有古聖人孔子，曾教人以恕道，曰：「己所不欲，勿施於人。」今將軍遭火災，獨居，余曾為將軍僕，聞訊不忍，願請復役。此將軍大歎賞，謂不知君乃讀書人，能讀古聖人書。丁龍言，余不識字，非讀書人，孔子訓乃由父親告之。將軍謂，汝父是一讀書人，亦大佳。丁龍又謂，余父亦不識字，非一讀書人。祖父曾祖父皆然。乃由上代家訓，世世相傳，知有此。此將軍大加欣賞，再不加罵，同居相處如朋友。積有年，丁龍病，告將軍，余在將軍家，食住無慮，將軍所賜工資，積之有年。今將死，在此無熟友，家鄉無妻室，願以此款奉還將軍，以誌積年相敬之私。丁龍卒。此將軍乃將丁龍積款倍加其額，成一巨款，捐贈紐约哥倫比亞大學，創立一講座，名之曰「丁龍講座」。以專門研究中國文化為宗旨。至今此講座尚在。但余居北平教讀北大、清華、燕京三大學，教授多數以上全自美國留學歸來，亦有自哥倫比亞畢業來者，但迄未聞人告余丁龍事。及余親去美國，始獲聞之。〞

## 历任丁龙讲座教授
- 夏德（1902年－1917年）[5]
- 博晨光（Lucius Chapin Porter，1922－1923年）
- 富路特（Luther Carrington Goodrich，1947年－198?年）[5]
- 毕汉思（英语：Hans Bielenstein）（Hans Henrik August Bielenstein，1985年－？）[6]
- 王德威（2002年－2004年）
- 曾小萍（Madeleine Zelin，现任）[7]

## 影響
胡適在康乃尔大學的主修是哲学，转学哥倫比亞大學後，在丁龙讲座教授夏德的提议下，以漢學为副修。